# Sexo grupal

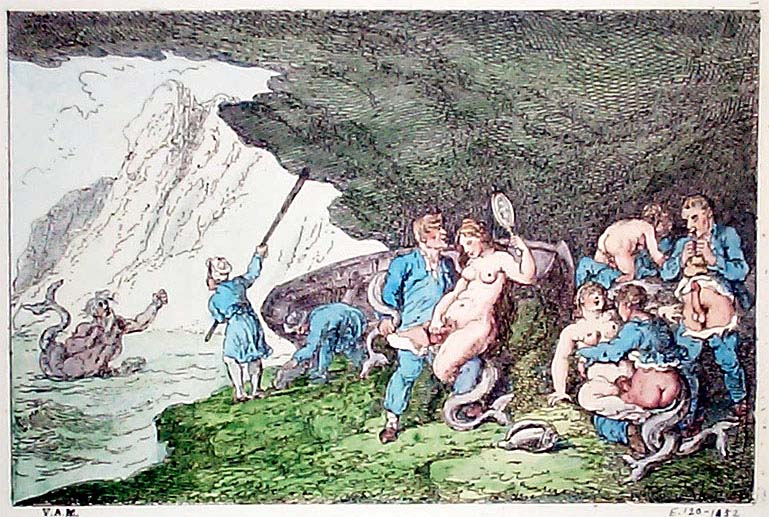

El sexo en grupo o sexo grupal es un comportamiento sexual que involucra a más de dos participantes. Los participantes en el sexo grupal pueden ser de cualquier orientación sexual o género. Cualquier forma de actividad sexual puede ser adaptada para incluir a más de dos participantes, pero algunas formas tienen sus propios nombres. 
El sexo grupal suele tener lugar en fiestas sexuales privadas o en eventos swinger semipúblicos, pero también puede tener lugar en eventos al aire libre, salones de masaje o burdeles o, en algunas jurisdicciones, en lugares construidos a tal efecto, como los clubes sexuales o los saunas gay. En lugares donde las prácticas sexuales no monogámicas son tabú o ilegales, el sexo grupal puede tener lugar en sitios privados o clandestinos, tales como casas particulares, habitaciones de hotel,  moteles o clubes privados.
Las fantasías sobre sexo grupal son muy comunes tanto entre hombres como entre mujeres. Encuestados en los estudios de Kinsey reportaron de muchas formas de comportamiento sexual, pero el sitio web oficial de los Informes Kinsey no menciona los tríos o el sexo grupal en el resumen de las conclusiones de Kinsey.
El sexo grupal es asimismo un subgénero de películas pornográficas.

## Términos

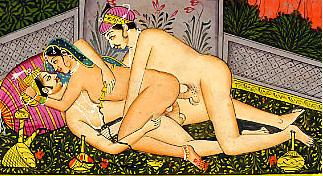
Representación de sexo grupal en el Kama Sutra

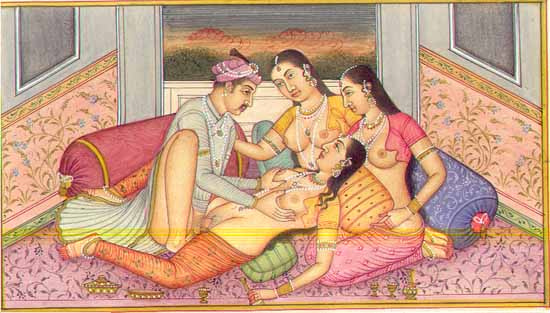
Ilustración del Kama Sutra

En principio, cualquier comportamiento sexual realizado por más de dos personas puede denominarse sexo grupal, pero se utilizan varios términos para describir actos o combinaciones de personas concretas. Muchos swingers argumentan que quienes no practican el intercambio de pareja han confundido todos estos términos debido a la falta de comprensión, y han afirmado que hay diferencias claras entre los términos con significados específicos en cuanto a número, intención, orientación sexual y familiaridad de las personas involucradas. Prácticas de sexo grupal pueden incluir:
- Masturbación en grupo (en inglés Circle jerk): Masturbación grupal, típicamente entre hombres, normalmente sentados en círculo.
- Daisy chain (del inglés): Grupo de participantes que se hacen cunnilingus o felaciones unos a otros en formación circular, permitiendo que cada participante dé y reciba sexo oral simultáneamente.
- Gang bang: Varias personas realizan actos sexuales sobre una sola persona, por turnos o al mismo tiempo.
- Trío: Tres personas que mantienen relaciones sexuales, no necesariamente de manera simultánea. No debe confundirse con «ménage à trois» (literalmente, «casa de tres»).
- Cuarteto (en inglés. Foursome o four-way): Sexo entre cuatro personas. No confundirse con ménage à quatre (literalmente, «casa de cuatro»).
- Doble penetración: Cuando dos personas penetran a la vez a una persona por la vagina y/o el ano. Suele darse cuando una persona penetra por el ano mientras otra lo hace por la vagina; sin embargo, también puede referirse a dos penetraciones simultáneas en el mismo orificio.
- Espintriano: Término utilizado por Suetonio para describir las prácticas sexuales en grupo a las que se entregaba el emperador Tiberio en Capri.[4][5]
- Sexo monógamo grupal o sexo en la misma habitación (también conocido como intercambio de parejas suave): Parejas que mantienen relaciones sexuales en la misma habitación pero en pares separados, sin que haya un intercambio de parejas ni otra actividad sexual importante con la otra pareja.
- Orgía: Una reunión en la que los invitados practican libremente actividades sexuales abiertamente y sin trabas o sexo grupal; en los EE. UU., una orgía bunga bunga se refiere a una orgía en la que los participantes practican sexo bajo el agua, por ejemplo en una piscina o un jacuzzi.[6]

## Salud
Como ocurre con todas las actividades sexuales, los riesgos relativos del sexo en grupo dependen de las actividades específicas que se practiquen, aunque tener un gran número de parejas sexuales aumenta el riesgo de exposición a las infecciones de transmisión sexual (ITS).
A partir de mediados de los años ochenta hubo una activa campaña contra las saunas gays, culpándolas de la propagación de ITS, en particular el VIH, lo que obligó a cerrarlas en algunas jurisdicciones, sobre todo en Estados Unidos. El sociólogo Stephen O. Murray, ha escrito al respecto que «nunca se presentaron pruebas de que acudir a los baños fuera un factor de riesgo para contraer el SIDA». En otros países, el temor a la propagación de las enfermedades de transmisión sexual ha provocado el cierre de las casas de baños—con sus salas privadas—en favor de los clubes de sexo, en los que toda la actividad sexual tiene lugar abiertamente y puede ser observada por monitores cuyo trabajo consiste en hacer cumplir prácticas sexuales más seguras.
Defensores señalan que los locales donde se practica sexo grupal suelen brindar preservativos, barreras bucales, guantes de látex, lubricantes y otros artículos para un sexo más seguro. Las casas de baños, en particular, son una importante fuente de información sobre sexo seguro: proporcionan folletos y colocan carteles sobre sexo seguro en un lugar destacado (a menudo en las paredes de cada habitación, así como en las zonas comunes), proporcionan preservativos y lubricantes gratuitos, y a menudo exigen a los clientes que afirmen que solo practicarán sexo seguro en el local.

## Prevalencia
En una encuesta realizada en 2015 en Estados Unidos, un porcentaje significativamente mayor de hombres que de mujeres respondieron que habían tenido alguna vez en la vida una experiencia de trío (17.8 frente a 10.3) o de sexo grupal (11.5 frente a 6.3).